# しゅごキャラエッグ!
しゅごキャラエッグ!（しゅごキャラエッグ）は、ハロー!プロジェクトに所属する、ハロプロエッグ内の日本の女性歌手グループ、女性アイドルグループである。

## 概要
- テレビ東京系列で放送中のアニメ『しゅごキャラ!』の2008年10月からの新シリーズ『しゅごキャラ!!どきっ』のオープニングテーマ曲を担当するにあたって結成されたユニットである[1]。
- メンバー全員が現役のハロプロエッグのみで結成され、メジャーデビューしたのはこのユニットが初めてである。
- 所属レーベルがポニーキャニオンという点、プロデュースと楽曲制作陣（作詞・作曲・編曲）につんく♂が関わっておらず、外部の制作陣による制作だという点で、ハロー!プロジェクトの中では異例なユニットである。

## メンバー

### 第1期
- 前田憂佳（アミュレットハート）
- 佐保明梨（アミュレットスペード）
- 福田花音（アミュレットクローバー）
- 和田彩花（アミュレットダイヤ）

### 第2期
2009年10月3日より開始するアニメ「しゅごキャラパーティー!」より以下のメンバーに変更された（佐保明梨を除く）。
- 譜久村聖（アミュレットハート）
- 佐保明梨（アミュレットスペード）
- 前田彩里（アミュレットクローバー）
- 田辺奈菜美（アミュレットダイヤ） - アミュレットダイヤオーディション優勝者。

## 略歴
2008年
- 9月20日、『しゅごキャラ!まつり in ODAIBA』において、ユニット名及び参加メンバーが発表された[2]。
- 12月10日、デビューシングルとなる『みんなのたまご』をリリース。

2009年
- 8月13日・23日、博品館劇場にて行われるミュージカル「しゅごキャラ!」に出演。
- 8月26日、「なかよし」誌上にて2期目の「しゅごキャラエッグ!」のメンバーが発表される。1期目から唯一継続して活動する佐保明梨にハロプロエッグから選抜された譜久村聖（アミュレットハート）と前田彩里（アミュレットクローバー）が加入。
- 9月23日、「2009ハロー!プロジェクト 新人公演9月」において、1期目の「しゅごキャラエッグ!」の活動が事実上終了。
- 10月3日、3期目の「しゅごキャラパーティー!」オンエアが開始。番組内で新アミュレットダイヤ募集が告知される。
- 12月5日、新アミュレットダイヤオーディション公募の結果、田辺奈菜美がアミュレットダイヤとして起用されることが番組内で発表される。
- 12月15日、横浜BLITZのイベントにて2代目しゅごキャラエッグ!として4人そろって初登場。

2010年
- 3月27日、アニメ「しゅごキャラ!シリーズ」の放送が終了したため、事実上活動休止となる。

2025年
- 1日2日、過去にリリースした楽曲を翌3日より各サブスクリプション型（定額制）音楽ストリーミングサービスで配信開始することを発表[3]。

## ディスコグラフィ

### シングル
1. みんなのたまご（2008年12月10日）
2. しゅごしゅご!（2009年2月25日）
3. おまかせ♪ガーディアン（2009年5月27日）※
4. School Days（2009年9月2日）※
5. わたしのたまご（2009年11月18日） - 「PARTY TIME」（ガーディアンズ4）と両A面シングル
6. ありがとう〜大きくカンシャ（2010年1月20日） - 「Going On!」（ガーディアンズ4）と両A面シングル

※はガーディアンズ4のシングルにカップリングとして「しゅごキャラエッグ!Version」を収録。

### シングルV
1. シングルV「みんなのたまご」（2009年1月21日）
2. シングルV「しゅごしゅご!」（2009年3月4日）